# Ali Doraghi
Ali Doraghi (20 de setembro de 1984) é um basquetebolista profissional iraniano.

## Carreira
Ali Doraghi integrou a Seleção Iraniana de Basquetebol, em Pequim 2008, que terminou na décima-primeira colocação.

## Títulos
Seleção Iraniana
- FIBA Campeonato Asiático: 2007 e 2009